# WarioWare: Get It Together!
WarioWare: Get It Together!, conosciuto in Giappone come  Share With Others: Made in Wario  ( おすそわける メイド イン ワリオ ?,  Osusowakeru Meido in Wario), è un videogioco party e rompicapo sviluppato da Nintendo EPD insieme a Intelligent Systems e pubblicato da Nintendo il 10 settembre 2021. Fa parte della serie di WarioWare ed è il sequel di WarioWare Gold. Ha venduto milioni di copie in tutto il mondo. È l'ultimo gioco della serie WarioWare a presentare Charles Martinet come voce di Wario prima del suo ritiro dalla voce del personaggio (e di altri personaggi della serie di Mario) nel 2023. 

## Trama
Il gioco inizia con Wario e i suoi amici della sua azienda WarioWare Inc. (che include Lulu, che è apparsa in precedenza in WarioWare: Gold) quando Wario finisce l'unità di gioco che stanno sviluppando. Quando prova ad avviarlo, la console non si accende, con grande confusione di Wario e dei suoi amici. Infastidito, Wario lancia la console in aria e lui, insieme ai suoi amici, viene risucchiato all'interno del gioco, viene trasformato in versioni virtuali di se stesso ed entra nel gioco. Quando si svegliano, scoprono che il loro gioco è stato invaso da "Game Bugs", che causano corruzione e glitch all'interno dei livelli del gioco. Wario e i suoi amici devono sconfiggere questi bug per ripulire il gioco e tornare nel mondo reale.
Alla fine, il gruppo sconfigge l'ultimo bug del gioco, il Wario Bug, una versione corrotta e posseduta di Wario. Quindi lasciano in pace gli insetti del gioco dopo che Wario ha dato loro una casa nel livello finale. "Lo Sviluppatore Supremo", una figura simile a una divinità con il naso e i baffi di Wario, appare loro dopo e dice loro che ha portato Wario e i suoi amici nel gioco per ripulirlo dai bug del gioco, che Wario ha inavvertitamente causato a causa delle sue scarse capacità di programmazione. Poi dice al gruppo che sono liberi di andare. Tornati all'esterno, tutti vengono a sapere del coinvolgimento di Wario nella creazione dei bug del gioco e lo inseguono con rabbia, ma nota che tre dei membri di WarioWare (Red, Master Mantis e Lulu) sono ancora bloccati nel gioco, e il gruppo torna nel gioco per trovarli.
Dopo essere rientrato nel mondo di gioco, lo Sviluppatore Supremo dice al gruppo che i loro amici sono stati catturati, anche se è stato fatto da una figura misteriosa e non dai Game Bugs. Poi progrediscono attraverso una serie di grattacieli in cui sono intrappolati i loro amici, tutti e tre hanno un tesoro al loro interno. Quando tutti e tre i pezzi del tesoro sono stati raccolti, il gruppo trova una nota che li sfida a combinare il tesoro. La dottoressa Crygor chiama Penny per aiutarla, dopo che lei ha inventato il Jet Tank One nel suo laboratorio. Dopo che lei entra nel gioco, combinano i tesori che si trasformano in un annaffiatoio che usano per far crescere una pianta di fagioli gigante, ma in seguito scompare, con sgomento di Wario. Si arrampicano sulla pianta di fagioli e sconfiggono il boss finale, che si rivela essere Pyoro, il personaggio principale di un franchise di giochi immaginari all'interno del mondo di Wario, che si è stabilito anche nel gioco di Wario perché voleva divertirsi. Dopo la sua sconfitta, Wario è deluso dal fatto che Pyoro non abbia più tesori.

## Modalità di gioco
Come nei precedenti capitoli della serie, il gameplay di WarioWare: Get It Together! è incentrato sul risolvere dei minigiochi con Wario e i suoi amici. Il gioco presenta nuovi personaggi e nuovi livelli, per un totale di circa 200 minigiochi.
In quanto tale, il gioco ha fino a due giocatori che controllano un gruppo di personaggi, alternandosi casualmente tra loro tra i microgiochi. I personaggi sono controllati usando la levetta direzionale e un singolo pulsante, con ogni personaggio che si comporta in modo diverso nel modo in cui si muove e nelle azioni che può fare. Ad esempio, Wario vola su un jetpack e può eseguire una carica di spalla, Mona alterna la guida automatica del suo scooter al controllo di un boomerang in aria, e 18-Volt spara CD da una posizione stazionaria e può muoversi solo agganciandosi agli anelli. Queste abilità uniche significano che ogni personaggio ha modi diversi per completare lo stesso minigioco. Ad esempio, un minigioco che richiede di far girare un mulino a vento può essere completato spingendo fisicamente il mulino a vento o colpendolo con proiettili. È possibile sbloccare fino a 20 personaggi diversi per la selezione.
Ci sono minigiochi in stile party per un massimo di quattro giocatori al di fuori della modalità storia. C'è anche una modalità classificata nel gioco chiamata Wario Cup con varie sfide diverse.
Il giocatore può dare regali (chiamati prezzies nel gioco) ai vari personaggi giocabili per farli salire di livello. L'aumento di livello di un personaggio comporterà un aumento del punteggio base, il che può avvantaggiare il giocatore nella Coppa Wario. Il giocatore sarà anche in grado di personalizzare l'aspetto del personaggio giocabile scelto. I prezzi possono essere ottenuti nell'emporio e con altri mezzi.

## Accoglienza
| Testata                        | Giudizio |
| ------------------------------ | -------- |
| Metacritic (media al 11/10/21) | 76/100   |
| Destructoid                    | 7.5/10   |
| Everyeye.it                    | 7.5/10   |
| Game Informer                  | 7.75/10  |
| GameSpot                       | 8/10     |
| GamesRadar+                    | 3/5      |
| IGN                            | 7/10     |
| Multiplayer.it                 | 8/10     |
| Nintendo Life                  | 9/10     |
| PC Magazine                    | 4/5      |
| VG247                          | 4/5      |

WarioWare: Get It Together! ha ricevuto giudizi per lo più positivi dalla critica, ottenendo una media di 76 su 100 su Metacritic.
Game Informer piacevano i microgiochi definendoli "creativi", ma sentiva che la necessità del gioco di rendere ogni gioco giocabile da ogni personaggio limitava la varietà del gameplay. Elogiando la modalità storia, Nintendo Life ha scoperto che ha aiutato a introdurre il giocatore a ogni personaggio e alle loro abilità, scrivendo che l'uso dei personaggi "alza la posta in gioco in termini di goffaggine tipica della serie e il numero di modi in cui devi interagire con essa". Eurogamer sono piaciuti i nuovi microgiochi, dicendo che sono passati da "disegni al tratto un minuto, anime il minuto dopo, acquerelli: è un tripudio di immaginazione".
Nel complesso, apprezzando la modalità cooperativa offerta dal gioco, Washington Post ha scritto che alcuni personaggi avevano movimenti e abilità migliori, descrivendolo come "non molto tempo prima che iniziassi ad attenermi agli stessi tre o quattro personaggi ogni volta che era possibile, poiché quelli con una gamma più ampia di movimenti e accesso ai proiettili avevano sicuramente un vantaggio". TouchArcade era misto sul gioco, apprezzando i minigiochi e il finale, ma ritenendo che non ci fossero abbastanza oggetti da collezione o nuovi giochi da sbloccare.
GameSpot ha elogiato l'arte, in particolare i nuovi modelli dei personaggi, dicendo che sono stati "portati in vita qui con nuovi modelli 3D che mantengono l'aspetto dell'opera d'arte basata su sprite delle loro incarnazioni originali mentre si animano in modo più fluido". PCMag ha apprezzato i combattimenti con i boss, ritenendo che fossero un buon cambio di ritmo rispetto ai microgiochi. Pur elogiando le nuove modalità cooperative, VG247 non ha gradito le limitate modalità per giocatore singolo, scrivendo che "la lunghezza delle opzioni per giocatore singolo [è] un po' carente". Destructoid era favorevole all'idea di personaggi diversi, ma ha scritto che molti di loro erano molto simili tra loro: "Vorrei davvero che si facesse di più per differenziare alcuni personaggi, perché il conteggio grezzo è abbastanza alto, ma simile ai "cloni" nei giochi di Warriors, quel numero si riduce un po' in pratica".
Il gioco è stato nominato come "Miglior gioco per famiglie" ai The Game Awards 2021. È stato anche nominato per "Family Game of the Year" al 25° Annual D.I.C.E. Awards.
A dicembre 2022, WarioWare: Get It Together! aveva venduto 1,34 milioni di copie in tutto il mondo. 